# Апе
А́пе (латыш. Apeо файле) — небольшой город на северо-востоке Латвии, административный центр Апской волости.
Расположен на реке Вайдава, в 177 км к северо-востоку от Риги, у границы с Эстонией. Эстонское название — Хопа (Hopa). Население 781 жителей (2022).

## История
До 1 июля 2009 года город входил в состав Алуксненского района.
С 1 июля 2009 года по 1 июля 2021 года был краевым центром Апского края

## Известные жители
В Апе прошли детские и юношеские годы Элины Залите (1898—1955). В 1973 году в Апе открыт мемориальный музей Залите.

## Экономика
Деревообрабатывающая и пищевая промышленность.

## Транспорт

### Автодороги
Через Апе проходит региональная автодорога P39 Алуксне — Апе (граница Эстонии), продолжением которой является эстонская автодорога 68 Апе (граница Латвии) — Мынисте.

### Междугородное автобусное сообщение
Основные маршруты Апе — Смилтене — Рига; Апе — Смилтене — Цесис; Апе — Алуксне.

## Галерея

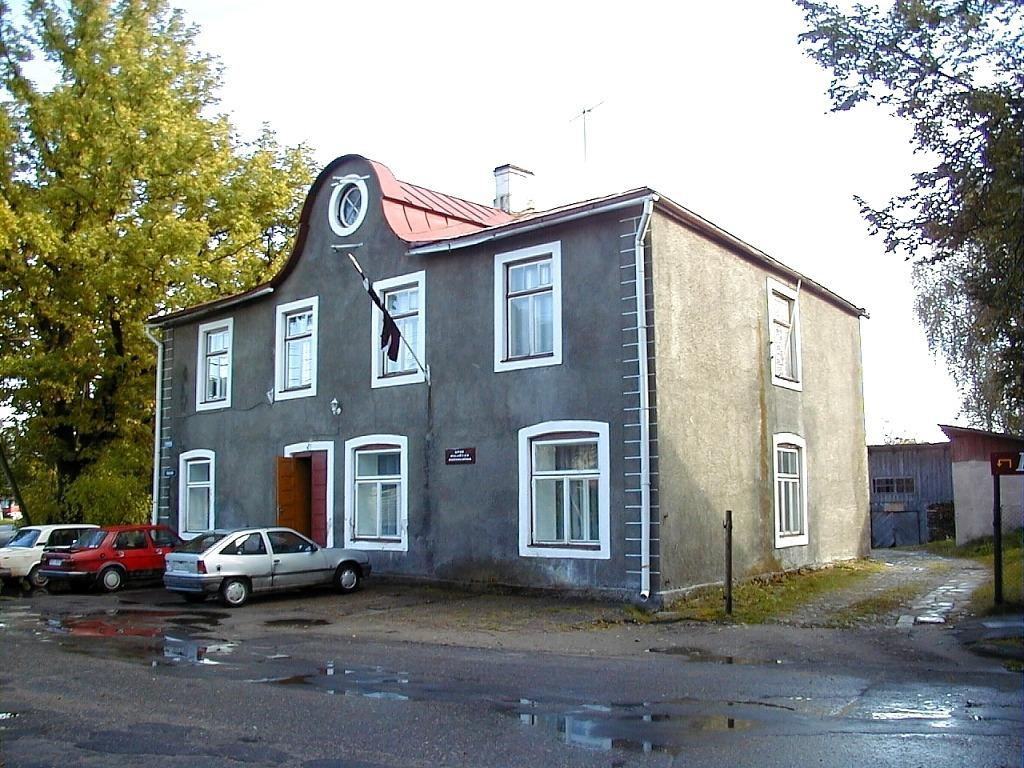
Здание муниципалитета
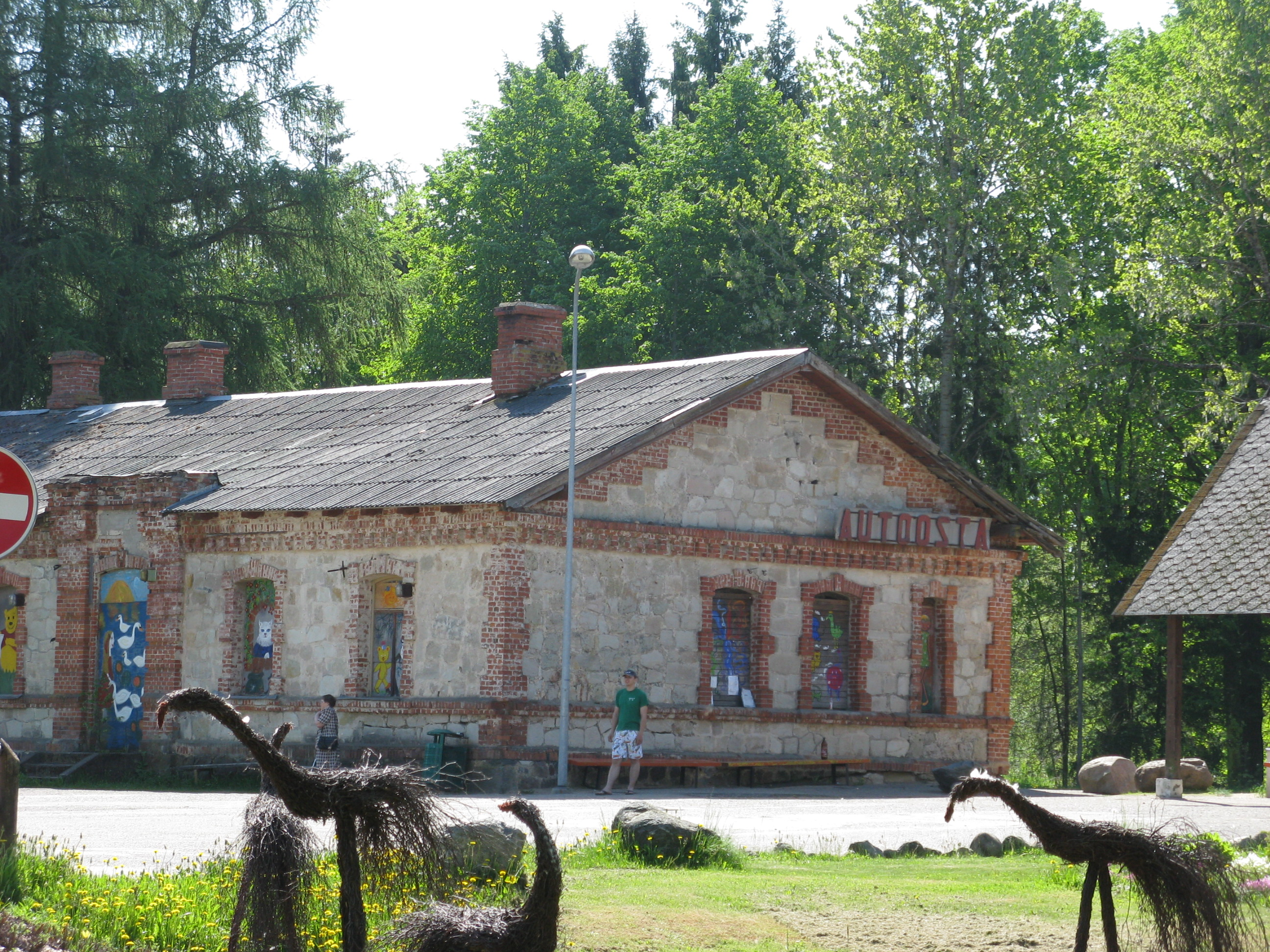
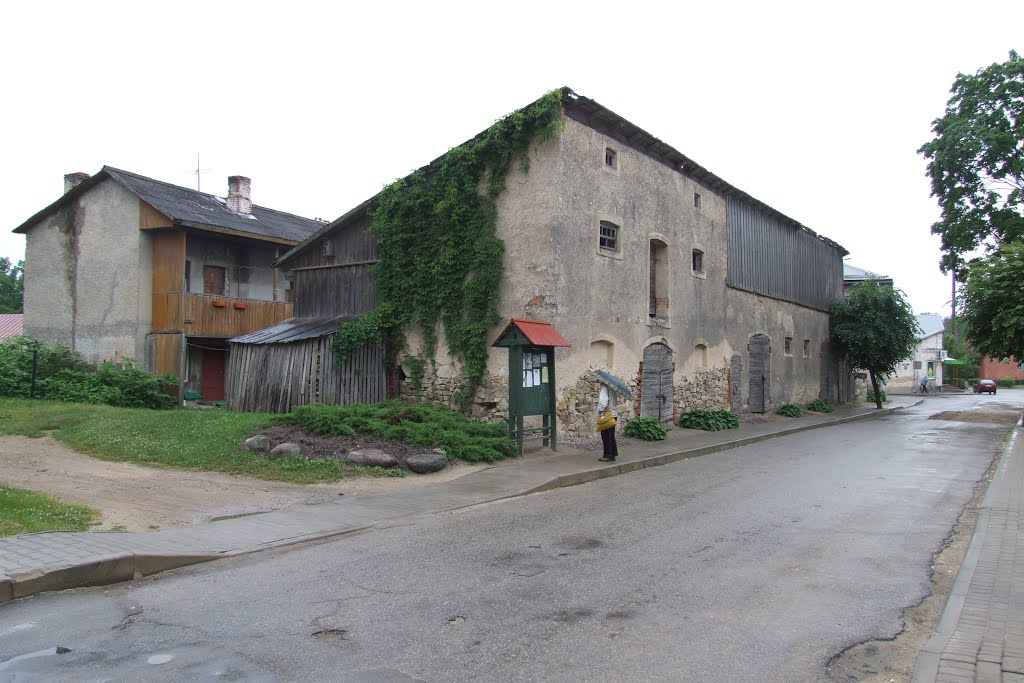